# الحضيرة

تعديل مصدري - تعديل

الحضيرة إحدى حارات مدينة المخادر بمحافظة إب، بلغ تعداد سكانها 254 نسمة حسب تعداد اليمن لعام 2004.